# Ryan Searle (dartsjátékos)
Ryan Searle (Wellington, 1987. október 21. –) angol dartsjátékos. 2011-től 2016-ig a British Darts Organisation, majd 2016-tól a Professional Darts Corporation tagja. Beceneve "Heavy Metal".

## Pályafutása

### BDO
Searle 2013-ban a legjobb 16-ig jutott a BDO World Mastersen, melyen a legjobb 32 közötti mérkőzésén sikerült legyőznie Richie George-ot. A meccset végül úgy nyerte meg Searle, hogy az utolsó dupla 10-et megadta a játékvezető annak ellenére, hogy nem volt benne a szektorban.

### PDC
2016-ban Searle a második helyen végzett a PDC Challenge Tour ranglistáján, mely sorozatban két győzelmet is elkönyvelhetett. Ezzel automatikusan megszerezte a Tour Card-ot, mellyel részt vehet két évig a PDC versenyein.
2017-ben a UK Openen a legjobb 32-ig jutott, majd 2018-ban részt vett a Grand Slam of Darts tornán ahol a csoportkörben kiesett, valamint a Players Championship Finals-ön a legjobb 32-ben esett ki.
Az áttörés 2021-ben jött, a vb-n egy hajszálra volt a negyeddöntőtől, a World Matchplay-en is részt vehetett és a World Grand Prix-n sikerült negyeddöntőbe jutnia, de az volt számára a tornán a végállomás.

## Világbajnoki szereplései

### PDC
- 2019: Negyedik kör (vereség  Michael Smith ellen 1–4)
- 2020: Harmadik kör (vereség  Gary Anderson ellen 3–4)
- 2021: Negyedik kör (vereség  Stephen Bunting ellen 3–4)
- 2022: Negyedik kör (vereség  Peter Wright ellen 1–4)
- 2023: Harmadik kör (vereség  José de Sousa ellen 3–4)
- 2024: Harmadik kör (vereség  Joe Cullen ellen 2–4)
- 2025: Harmadik kör (vereség  Ryan Joyce ellen 3–4)

## Döntői

### PDC nagytornák: 1 döntős szereplés
| Történet                          |
| Players Championship Finals (0–1) |

| Eredmény | Sorszám | Év   | Bajnokság                   | Ellenfél a döntőben | Pontok    |
| Döntős   | 1.      | 2021 | Players Championship Finals | Peter Wright        | 10–11 (l) |

1. ↑  (l) = pontszám legekben, (sz) = pontszám szettekben.

## Tornagyőzelmei
| Players Championships - Players Championship (BAR): 2021, 2022, 2023 - Players Championship (LEI): 2024 - Players Championship (ROS): 2025 - Players Championship (WIG): 2020 PDC Challenge Tour - Challenge Tour (ENG): 2016 (x2) | - Champion of Champions: 2018 |

## Televíziós 9 nyilasai
| Időpont            | Ellenfél        | Torna               | Kombináció                      | Díjazás  |
| ------------------ | --------------- | ------------------- | ------------------------------- | -------- |
| 2023. november 13. | Nathan Rafferty | Grand Slam of Darts | 3 x T20; 3 x T20; T20, T19, D12 | 10 000 £ |